# Plaça del Vint-i-cinc de Maig
La plaça del Vint-i-cinc de Maig, també coneguda com a plaça de les Flors, és una cèntrica i concorreguda plaça d'Alacant (País Valencià) situada en la part posterior del Mercat Central. Rep el seu nom en record de les més de tres-centes persones que van morir en el bombardeig que va sofrir el Mercat el 25 de maig de 1938, durant la Guerra Civil. Originalment, es va denominar plaça de Balmes, però va desaparéixer com a espai urbà quan es va alçar en els anys 20 el Mercat Central. Un carreró posterior a la plaça encara manté aquest nom. En 1990, es va crear de nou la plaça, que va passar a denominar-se plaça del Mercat. En 2010, a petició de l'Associació Cultural Alicante Vivo, va passar a denominar-se plaça del Vint-i-cinc de Maig.

## Placa commemorativa
A la plaça, sobre la façana darrera del Mercat Central, hi ha una placa commemorativa amb la següent inscripció:

| « | El 25 de maig de 1938, la ciutat d'Alacant va sofrir el bombardeig de l'aviació italiana feixista, amb el resultat de més de 300 víctimes civils. Aquesta plaça es dedica a la seua memòria. | » |